# Koers
Koers és un grup de música de reggae. El grup es va formar el 2014 a Lleida pel cantant Kelly Isaiah i uns amics. Va guanyar el concurs Directe 2015 de música jove del Segrià i és una de les bandes amb més projecció en l'escena musical catalana. És un referent del reggae estatal i ha participat en festivals referents com el Rototom Sunsplash. Les seves lletres tracten de les experiències vitals dels membres del grup alhora que denuncien injustícies socials des d'un punt de vista honest i proper.
L'any 2020, publicaren el seu tercer treball discogràfic, That day, del qual la revista Enderrock en va destacar la «il·lusió, passió, cultura, igualtat i ritme», i compta amb col·laboracions d'Els Catarres, Lildami i Itaca Band. L'abril del mateix any, llur cançó «Ballarem» va ser triada com a banda sonora de la iniciativa «BCN es mou dins de casa».

## Discografia
- Unbroken (2017)[5]
- Des de les cendres (EP, 2019)
- That day (2020)[6]